# Kadriye Nurmambet
Kadriye Nurmambet, nazywana Dobrucanıñ bülbuli ( Qadriye Nurmambet, Cadrie Nurmambet, قَادْرِیَ نُرْمٰومْبَتً, Ҡадрие Нурмамбет; ur. 21 sierpnia 1933 w Hadżi Oglu Pazardżik, zm. 31 stycznia 2023 w Bukareszcie) – należąca do mniejszości krymskotatarskiej rumuńska piosenkarka ludowa, folklorystka. Pierwsza prawniczka krymskotatarska w Rumunii.

## Życiorys
Kadriye Nurmambet urodziła się 21 sierpnia 1933 r. w Hadżi Oglu Pazardżik (obecnie Dobricz) w Dobrudży w Królestwie Rumunii. Jej rodzicami byli Ahmet i Pakize Nurmambet. W 1940 r. przeprowadziła się z rodziną do miejscowości Medgidia. W latach 1950–1957 studiowała prawo na uniwersytecie w Bukareszcie. Po ukończeniu studiów została członkiem Izby Adwokackiej w Konstancy. Była pierwszą prawniczką krymskotatarską w Rumunii. 
Nurmambet od dziecka miała styczność z folklorem i muzyką ludową. Jej babcia, rodzice i przyjaciele z rodzin tureckich, rumuńskich, tatarskich zbierali się, by śpiewać pieśni ludowe, dzięki czemu sama się ich nauczyła. Jej pierwszy występ sceniczny odbył się w sali koncertowej Ateneum w Bukareszcie w 1950 r. Wystąpiła razem ze słynnymi śpiewakami ludowymi Emilem Gavrișem, Ștefanem Lăzărescu, Lukretią Ciobanu, Marią Lătărețu i wirtuozem gry na fletni Pana Fănică Lucą. Wystąpili z Orchestra Barbu Lăutaru pod dyrekcją Ionela Budișteanu i Nicu Stănescu. W 1954 r. zadebiutowała w rumuńskim radiu dzięki profesorowi Tiberiu Alexandru z Narodowego Uniwersytetu Muzycznego w Bukareszcie. W 1957 r. została zaproszona do nagrania ponad 90 tradycyjnych pieśni tatarskich i tureckich dla archiwum muzycznego Instytutu Etnografii i Folkloru w Bukareszcie. Debiutancki album Kadriye Nurmambet ukazał się w 1960 r. nakładem wytwórni Electrecord. Kolejne albumy nagrała w latach: 1963, 1974, 1980, 1982 i 1989.
W 2009 r. ukazał się, przy wsparciu partii mniejszości Tatarów Krymskich Uniunea Democrată a Tătarilor Turco-musulmani din România (UDTTMR), album studyjny, zawierający 24 utwory. Z tej okazji zorganizowana została w holu Biblioteca Județeană Ioan N. Roman premiera płyty „Melodii populare tătărești și turcești”.

## Życie prywatne
Kadriye Nurmambet jest mężatką. Jej córka Melek Hanımda pracuje w Teatrul Național de Operă și Balet Oleg Danovski.